# Dracorex hogwartsia
Dracorex hogwartsia ("dragón rey de Hogwarts") es la única especie del controvertido género extinto Dracorex de dinosaurio marginocéfalo paquicefalosaurínido, que vivió a finales del período Cretácico, hace aproximadamente 66 millones de años, en el Maastrichtiense, en lo que hoy es Norteamérica.

## Descripción
Dracorex medía aproximadamente 3 metros de largo, alcanzando aproximadamente 1,7 de altura. Exhibía un cráneo que formaba una domo de unos 25 centímetros de espesor, lo cual se sumaba a la presencia de hileras de espinas y nódulos sobre el hocico. Dracorex poseía un considerable número de osteodermos los cuales presentaban un configuración irregular. Esta suma de patrones son morfológicamente similares a los de Stygimoloch.
En la familia Pachycephalosauridae, los taxones asiáticos incluyen un número de paquicefalosáuridos de cabeza plana, Homalocephale calathocercos, Goyocephale lattimorei, y Wannanosaurus yansiensis . Sin embargo, antes del descubrimiento de Dracorex, el único paquicefalosáurido de cabeza casi plana  de Norteamérica era Stegoceras validum, incluyendo el Ornatotholus browni. Incluso entonces, el rasgo de cabeza semiplana solo estaba presente en los jóvenes de las especies.

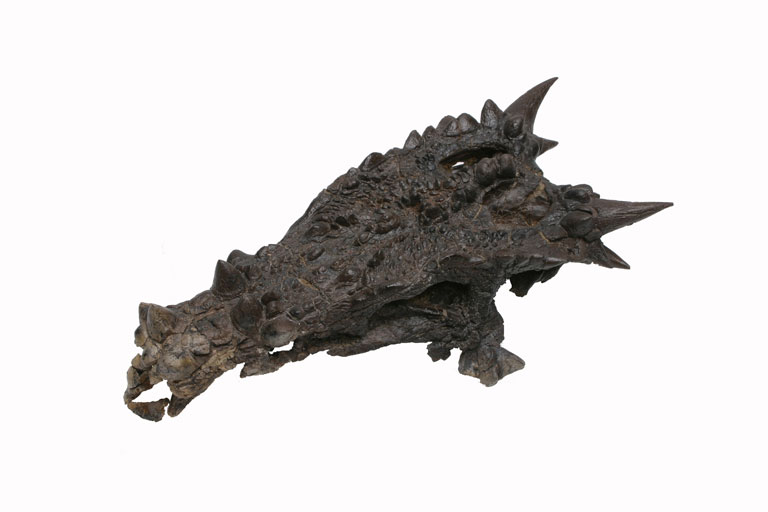
Cráneo de Dracorex en el Museo de los Niños de Indianápolis (holotipo).

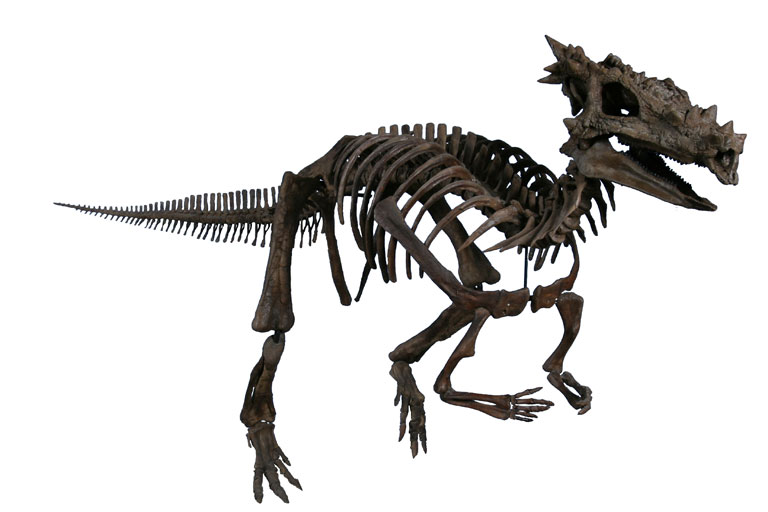
Réplica de cráneo de Dracorex hogwartsia montado sobre réplica de esqueleto de Pachycephalosaurus en el Museo de los Niños de Indianápolis.

Aparte de tener un cráneo plano, con nódulos, la característica más prominente de Dracorex es el par de enormes aberturas temporales superiores sin restricción. Las ventanas supratemporales son mucho más grandes en su eje antero-posterior y latero-lateral que en Homalocephale, y más grandes que en Goyocephale. Solamente un cráneo fragmentario de Wannanosaurus muestran ventanas tan grandes como las de Dracorex. Esta arquitectura de la fenestra se ha considerado en arcosaurios basales, pero no en otros paquicefalosáuridos.
Por lo tanto, si las ventanas superiores no reducidas son morfológicamente un rasgo primitivo, Dracorex es más primitivo en la región temporal que cualquier otro paquicefalosáurido conocido. Sin embargo, Sullivan en 2003 y 2006 mostró que los paquicefalosáuridos más antiguos conocidos eran, de hecho, de cráneo abovedado, y que la morfología de cabeza chata apareció más adelante en el expediente del fósil. Esto sugiere que el cráneo con una cúpula pueda ser un rasgo primitivo para los paquicefalosáuridos y que una reversión al estado no abovedado, de cabeza chata es una reversión derivada secundaria del carácter, junto con la reapertura de las ventanas supratemporales. De hecho, mientras que Stegoceras se ha considerado ser transitorio entre los taxones abovedados y los de cabeza plana, puede indicar el principio de una reversión del carácter a la supresión de cubrir con una cúpula y de la apertura de las ventanas supratemporales en algunos taxones.
El espécimen excavado es lo más probable un adulto joven. Sin embargo, basado en la osificación del arco cervicales medios con el centro, estaba cercano a la madurez. Sin embargo, en la reunión anual 2007 de la sociedad de paleontología de vertebrados, Jack Horner de la Universidad Estatal de Montana presentó evidencia, a partir del análisis del cráneo holotipo del espécimen TCMI 2004.17.1, que Dracorex bien puede ser una forma juvenil de Pachycephalosaurus.

## Descubrimiento e investigación
El holotipo, TCMI 2004.17.1, es un cráneo casi completo , con cuatro  vértebras cervicales bien conservadas que incluyen atlas, tercera, octava y novena. Los restos fueron descubiertos en la Formación Hell Creek en Dakota del Sur por tres aficionados a la paleontología de Sioux City, Iowa, Estados Unidos. El cráneo fue donado al Museo de los Niños de Indianápolis para su estudio en 2004, y formalmente descrito por Robert Bakker y colaboradores en 2006.
La única especie conocida fue bautizada como Dracorex hogwartsia en homenaje a J. K. Rowling, creadora de la serie de libros de Harry Potter. Dracorex procede de las palabras latinas draco y rex, lo que significa "rey dragón", mientras que hogwartsia deriva de la Escuela Hogwarts, la ficticia escuela de magia y hechicería de la popular serie de libros.

## Clasificación

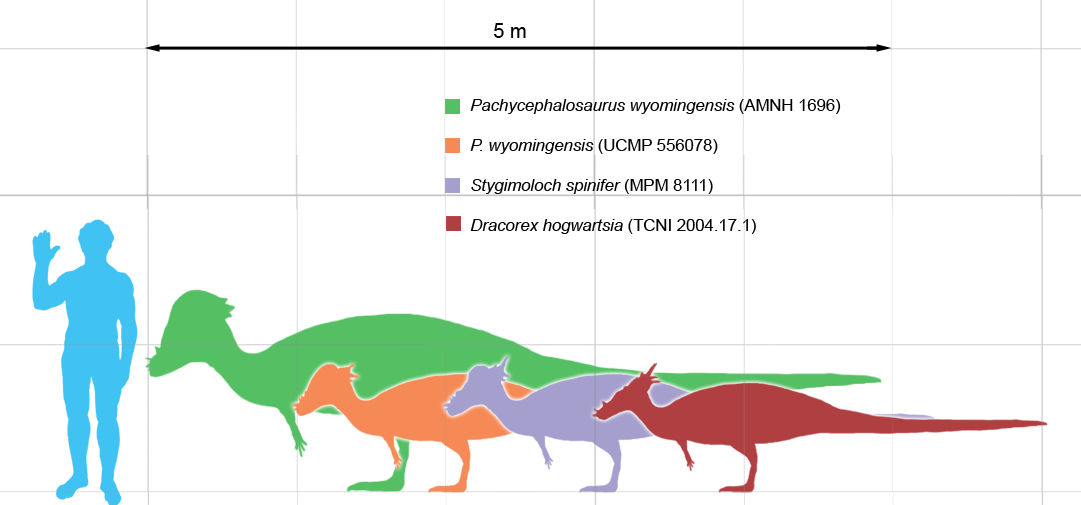
Comparación de tamaño de Dracorex (rojo) con respecto a un ser humano.

En la descripción original, Bob Bakker incluyó a Dracorex en  la familia Pachycephalosauridae dentro de la subfamilia Pachycephalosaurinae. En esta última en la tribu Pachycephalosaurini junto a Pachycephalosaurus formando un claro junto a Stygimoloch. Para realizar los análisis de las relaciones entre los géneros observó las diferencias en la ornamentación craneal.
En un exhaustivo estudio de numerosos fósiles de Pachycephalosaurus publicado en 2009, John R. Horner y Mark B. Goodwin, advierten una fuerte variación ontogénica del cráneo: grandes diferencias morfológicas entre los individuos juveniles y los adultos. Para ellos el cráneo plano de Dracorex, los nódulos del extremo frontal, las pequeñas espinas de la parte posterior, y el frontoparietal grueso pero sin forma de domo, indican que el único ejemplar conocido es un individuo juvenil de Pachycephalosaurus wyomingensis.

### Interpretación alternativa
Dracorex puede ser un individuo de Stygimoloch y/o Pachycephalosaurus estrechamente relacionado en el que la cúpula y los cuernos no están bien desarrollados ya sea porque el animal era un juvenil o una hembra. Esta consideración fue apoyada en la reunión anual de 2007 de la Society of Vertebrate Paleontology. Jack Horner de la Universidad Estatal de Montana presentó evidencia, a partir del análisis del cráneo del único espécimen existente de Dracorex, de que este dinosaurio podría ser una forma juvenil de Stygimoloch. Además, presentó datos que indican que tanto Stygimoloch como Dracorex pueden ser formas juveniles de Pachycephalosaurus. Horner y M.B. Goodwin publicaron sus hallazgos en 2009, mostrando que los huesos de espinas/nódulos y domos craneales de las tres especies «exhiben plasticidad extrema y que tanto Dracorex como Stygimoloch son conocidos solo de especímenes juveniles, mientras que Pachycephalosaurus solo se conoce de especímenes adultos». Estas observaciones, además del hecho de que las tres formas vivieron en el mismo tiempo y lugar, los llevan a concluir que Dracorex y Stygimoloch pueden haber sido simplemente Pachycephalosaurs juveniles que habían perdido sus espinas y desarrollaban cúpulas conforme envejecían. Los investigadores no pudieron romper el cráneo de Dracorex para muestrearlo, y tuvieron que usar un molde del cráneo con fines descriptivos. Un estudio de 2010 de Nick Longrich y colegas también apoyó la hipótesis de que todos los paquicefalosaurínidos de cabeza plana eran juveniles, lo que sugiere que las formas de cúpula plana, como Goyocephale y Homalocephale, representan a los juveniles de adultos con cúpula.

En 2016, Goodwin y Evans analizaron los ontogimorfos conocidos más jóvenes de Pachycephalosaurus, recolectados de la Formación Hell Creek. Si bien este material normalmente se referiría a Dracorex, ya que representaba a uno o más individuos más jóvenes que el único individuo conocido de Dracorex y mostraba características similares, los elementos mostraron que los caracteres únicos en Dracorex y Stygimoloch representan caracteres morfológicos consistentes en un continuo morfológico para Pachycephalosaurus. En otras palabras, estos individuos más jóvenes mostró que las características de Dracorex eran probablemente transitorias y se pueden trazar fácilmente en una curva de crecimiento hasta Pachycephalosaurus, donde Stygimoloch y Dracorex se incorporan dentro de este género. Como tal, Dracorex probablemente no es una especie única, sino un sinónimo más moderno de Pachycephalosaurus. Este estudio no ha sido un desafío y representa el análisis más reciente de este género. En conclusión, se establece una relación ontogénica, siendo individuos infantiles, juveniles y adultos de la misma especie, entre Dracorex hogwartsia,  Stygimoloch spinifer y Pachycephalosaurus wyomingensis, siendo este último el portador del nombre válido de especie, por ser primero de los tres en ser descrito.

## Cultura popular
Hace aparición en la serie de televisión Primeval, en su tercera temporada (episodio 7).
Aparece en el videojuego Jurassic World Evolution.